# United States House Committee on Financial Services

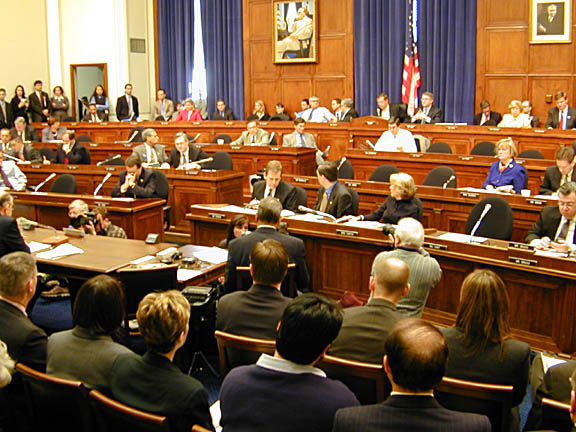
Reunión del Comité de la Cámara sobre Servicios Financieros

El United States House Committee on Financial Services (también referido como el House Banking Committee) (Comité de la Cámara de Servicios Financieros de los Estados Unidos) es un comité de la Cámara de Representantes de los Estados Unidos que supervisa toda la industria de servicios financieros, incluyendo valores, seguros, el sector bancario, e industrias de vivienda. El Comité también supervisa el trabajo de la Reserva Federal, el Departamento del Tesoro de los Estados Unidos, el Securities and Exchange Commission, otros reguladores de servicios financieros. Es dirigida por el republicano Spencer Bachus (R-AL) y el demócrata Barney Frank (D-MA).

## Historia
El comité fue alguna vez conocido como el Comité de Banca y Moneda. El Comité de Banca y Moneda fue creado en 1865 para asumir las responsabilidades previamente manejadas por la Comisión de Medios y Arbitrios de la Cámara de los Estados Unidos. Continuó funcionando bajo este nombre hasta 1968, cuando asumió el nombre actual.

## Miembros actuales,112.º Congreso
| Mayoría | Minorías |
| --- | --- |
| - Spencer Bachus, Alabama, Presidente - Peter T. King, New York - Ed Royce, California - Frank Lucas, Oklahoma - Ron Paul, Texas - Donald A. Manzullo, Illinois - Walter B. Jones, North Carolina - Judy Biggert, Illinois - Gary Miller, California - Shelley Moore Capito, West Virginia - Jeb Hensarling, Texas, Vice Presidente - Scott Garrett, New Jersey - Randy Neugebauer, Texas - Patrick McHenry, North Carolina - John Campbell, California - Michele Bachmann, Minnesota - Thaddeus McCotter, Míchigan - Kevin McCarthy, California - Steve Pearce, New Mexico - Bill Posey, Florida - Mike Fitzpatrick, Pensilvania - Lynn Westmoreland, Georgia - Blaine Luetkemeyer, Missouri - Bill Huizenga, Míchigan - Sean Duffy, Wisconsin - Nan Hayworth, New York - Jim Renacci, Ohio - Robert Hurt, Virginia - Robert Dold, Illinois - David Schweikert, Arizona - Michael Grimm, New York - Quico Canseco, Texas - Steve Stivers, Ohio - Stephen Fincher, Tennessee | - Barney Frank, Massachusetts, M. de Alto Rango - Maxine Waters, California - Carolyn B. Maloney, New York - Luis Gutiérrez, Illinois - Nydia Velázquez, New York - Mel Watt, North Carolina - Gary Ackerman, New York - Brad Sherman, California - Gregory W. Meeks, New York - Michael Capuano, Massachusetts - Ruben Hinojosa, Texas - William Clay, Jr., Missouri - Carolyn McCarthy, New York - Joe Baca, California - Stephen Lynch, Massachusetts - Brad Miller, North Carolina - David Scott, Georgia - Al Green, Texas - Emanuel Cleaver, Missouri - Gwen Moore, Wisconsin - Keith Ellison, Minnesota - Ed Perlmutter, Colorado - Joe Donnelly, Indiana - André Carson, Indiana - Jim Himes, Connecticut - Gary Peters, Míchigan - John Carney, Delaware |

Fuente:
- Resoluciones de la elección de los miembros republicanos (H.Res. 6, H.Res. 33)
- Resoluciones de la elección de los miembros demócrata (H.Res. 7, H.Res. 39)

## Subcomités
El Comité de Servicios Financieros opera con seis subcomités. Este es un incremento de los cinco subcomités del 110.º congreso. El ex Domestic and International Monetary Policy, Trade, and Technology Subcommitee (Subcomité de Política Monetaria Doméstica e Internacional, Comercio, y Tecnología) fue dividido en dos subcomités. La jurisdicción sobre los seguros fue transferida en el 2001 al aquel entonces-House Banking and Financial Services Committee de la House Energy and Commerce Committee (Comité de Comercio y Energía). Desde entonces ha sido la competencia del Subcommittee on Capital Markets, Insurance and Government Sponsored Enterprises (Subcomité de Mercado de Capitales, Seguros y Empresas Patrocinadas por el Gobierno). Pero "con planes a reformar Fannie Mae y Freddie Mac esperaron a tomar gran parte de la agenda del panel, en ves de eso los seguros [fueron] movidos a un nuevo 'Subcomité de Seguros, Yivienda, y Oportunidades Comunitarias' (Subcommittee on Insurance, Housing and Community Opportunity) [a partir de del 112.º Congreso]".
| Subcomité                                            | Presidente                  | Miembro de Alto Rango     |
| ---------------------------------------------------- | --------------------------- | ------------------------- |
| Capital Markets and Government-Sponsored Enterprises | Scott Garrett (R-NJ)        | Maxine Waters (D-CA)      |
| Financial Institutions and Consumer Credit           | Shelley Moore Capito (R-WV) | Carolyn B. Maloney (D-NY) |
| Insurance, Housing and Community Opportunity         | Judy Biggert (R-IL)         | Luis Gutierrez (D-IL)     |
| Domestic Monetary Policy and Technology              | Ron Paul (R-TX)             | William Clay, Jr. (D-MO)  |
| International Monetary Policy and Trade              | Gary Miller (R-CA)          | Carolyn McCarthy (D-NY)   |
| Oversight and Investigations                         | Randy Neugebauer (R-TX)     | Michael Capuano (D-MA)    |

## Presidentes

### ComoCommittee on Banking and Currency(1865–1968)
- 1920–1931: Louis T. McFadden
- 1931–1943: Henry B. Steagall
- 1963–1975: Wright Patman

### ComoHouse Committee on Banking, Finance, and Urban Affairs
- 1975–1981: Henry S. Reuss
(como House Committee on Banking, Currency, and Housing from 1975–1977)
- 1981–1989: Fernand St. Germain
- 1989–1995: Henry B. González

### ComoHouse Committee on Banking and Financial Services
- 1995–2001: Jim Leach

### ComoHouse Committee on Financial Services(desde 2001)
- 2001–2007: Mike Oxley[4][5]
- 2007–2011: Barney Frank
- 2011-present: Spencer Bachus